# Parafia Boskiego Zbawiciela w Morawskiej Ostrawie
Parafia Boskiego Zbawiciela w Morawskiej Ostrawie – parafia rzymskokatolicka znajdująca się w Ostrawie, w dzielnicy Morawska Ostrawa, w kraju morawsko-śląskim w Czechach. Należy do dekanatu Ostrawa diecezji ostrawsko-opawskiej.

## Historia
Lokacja miasta nastąpiła pomiędzy 1268 a 1278 i zapewne wówczas przystąpiono również do budowy kościoła miejskie, po raz pierwszy wzmiankowanego w 1297. W 1389 wzmiankowano istnienie parafii. Od początku podległa była diecezji ołomunieckiej (od 1777 archidiecezji). 
Po kryzysie gospodarczym w latach 70. XIX nastąpił gwałtowny wzrost liczby parafian, dzięki imigracji zarobkowej, głównie z Galicji. W 1887 usamodzielniła się parafia w Witkowicach. Kościół pw. Bożego Zbawiciela poświęcił arcybiskup ołomuniecki Theodor Kohn 16 lipca 1889 roku. Kościołem parafialnym został jednak dopiero w 1927, kiedy pełniący dotąd tę funkcję kościół św. Wacława stał się filialnym. Gdy w 1996 wydzielono z archidiecezji ołomunieckiej nową diecezję ostrawsko-opawską, kościół ten stał się zarazem katedrą diecezjalną.